# Charles-Aimé van der Meere de Cruyshauthem
Charles-Aimé Emmanuel van der Meere de Cruyshauthem (Oudenaarde, 31 mei 1766 - Brussel, 7 maart 1837) was een Zuid-Nederlands edelman die verschillende ambten bekleedde tijdens het Verenigd Koninkrijk der Nederlanden van 1815 tot 1830.

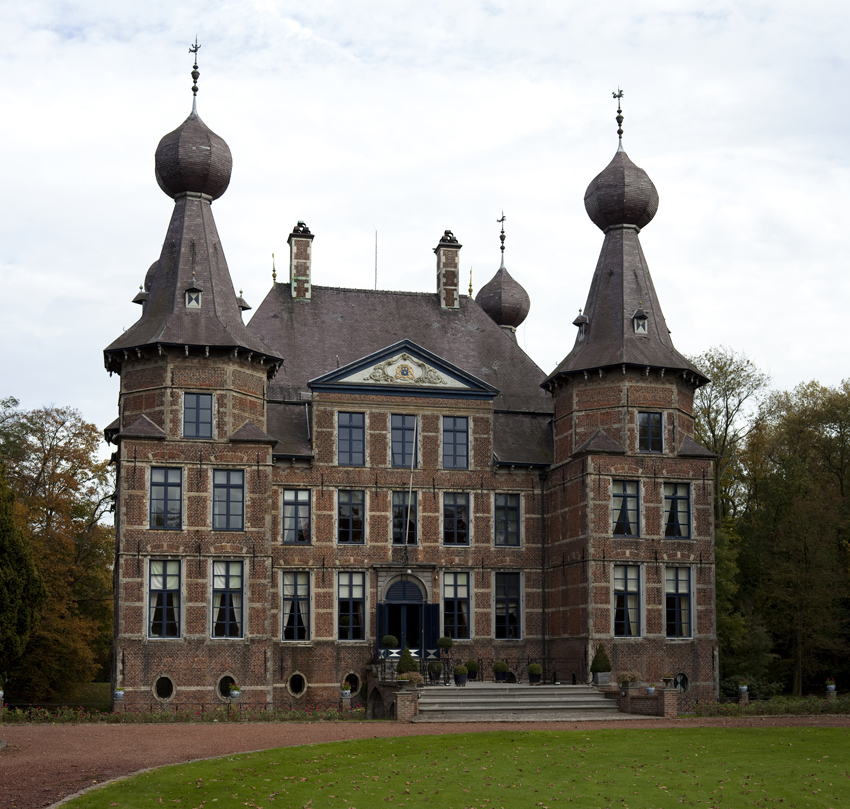
Het kasteel van Kruishoutem of Aaishove, van de familie van der Meere

## Geschiedenis
In 1640 werd Gilles van der Meere door koning Filips IV van Spanje tot ridder geslagen. Deze familietak doofde uit.
In 1660 verleende dezelfde koning de titel ridder aan Josse-Albert van der Meere. Deze familietak doofde uit in 1747. 
In 1741 verleende keizerin Maria Theresia de titel graaf aan Philippe van der Meere (†1795), door verheffing tot graafschap van de heerlijkheid Kruishoutem. Hij bleef vrijgezel en de titel werd overdraagbaar gemaakt op zijn broer en diens afstammelingen. De overdracht ging niet door, omdat Philippe van der Meeren pas overleed na de afschaffing van de adel. 
In 1745 verkreeg Philippe van der Meeren ook nog de verheffing tot baronie van de heerlijkheid Boutersem.

## Levensloop
Joseph-Charles van der Meere, heer van Wijngaerden en burgemeester van Oudenaarde was getrouwd met Louise van Slype, vrouwe van Placy, Brunen en Lambres-lez-Douai.
Zij waren de ouders van Charles-Aimé van der Meere, die in 1789 trouwde met Catherine de Beelen-Bertholf (1764-1842). Ze hadden een zoon en een dochter, maar de familie is uitgestorven.
Charles werd in 1816, ten tijde van het Verenigd Koninkrijk der Nederlanden, erkend in de erfelijke adel met de titel graaf en de benoeming in de Ridderschap van Oost-Vlaanderen. Hij werd kamerheer van Willem I der Nederlanden, voorzitter van de Ridderschap in Oost-Vlaanderen, lid van de Provinciale Staten van de provincie Oost-Vlaanderen (1816-1819) en lid van de Eerste Kamer (1824-1830).
Van 1813 tot 1825 was hij burgemeester van de gemeente Kruishoutem. Hij bewoonde er het kasteel Aaishove. Hij was tevens ridder in de Orde van de Nederlandsche Leeuw.